# Свято-Троицкая церковь (Телуша)
Свято-Никольский храм — православный храм в агрогородке Телуша Бобруйского района Могилевской области . Находится в центре агрогородка.

## История
Был построен в 1902 году из кирпича. Восстановлен в 1990-х годах.

## Архитектура
Памятник архитектуры московско-ярославского направления русско-византийского стиля. Цоколь здания выполнен из розового песчаника, храм однозальный, с полукруглой апсидой и боковой ризницей, трапезной и звонницей над притвором. В объемно-пространственной композиции доминирует двухъярусная (восьмерик на четверике) шатровая звонница с луковичным оголовком. Кубический объем молельного зала перекрыт покатой 4-скатной крышей с 5 луковичными куполами. Стены симметрично испещрены тройными закомарами. В пластическом оформлении фасадов много кирпичного декора: арки, профилированные карнизы и пояса, полуколонны, ниши. Низкая полукруглая апсида с пирамидальной крышей и неф украшены арочными фризами. Прямоугольные оконные проемы обрамлены массивными пластиковыми наличниками с «бочками» и килевидными гранями.
Внутри молельный зал перекрыт сводчатым нефом. Апсида имеет трехъярусный иконостас. В первом ярусе звонницы (с восьмигранным сводом) боковые помещения колокольни и лестничной клетки расположены отдельно.